# Leezen (Mecklenburg)
Leezen ist eine Gemeinde im Landkreis Ludwigslust-Parchim in Mecklenburg-Vorpommern. Sie wird vom Amt Crivitz mit Sitz in Crivitz verwaltet.

## Geografie
Das Gebiet der Gemeinde Leezen erstreckt sich zwischen dem Schweriner See und dem Cambser See. Westlich vom zentral im Gemeindegebiet gelegenen Ortsteil Rampe führt der Paulsdamm die Bundesstraße 104 über den See und teilt diesen seit dem 19. Jahrhundert etwa je zur Hälfte in den Innen- und Außensee. Das Ramper Moor ist ein bewaldetes Feuchtgebiet am Ufer des Sees und steht unter Naturschutz. Im Osten grenzt die Gemeinde an den Cambser See. Der größte Teil des Gemeindegebietes wird landwirtschaftlich genutzt. Außer dem Ramper Moor gibt es nur im Süden mit dem Hohen Holz größere Waldflächen. Im Süden befindet sich mit 85,5 m ü. NHN die höchste Anhöhe der Gemeinde.
Zur Gemeinde gehören die Ortsteile Görslow, Leezen, Panstorf, Rampe und Zittow sowie die Wohnplätze Blumenberg, Görslow Ausbau, Görslow Siedlung, Neu Zittow, Sandhof, Silberhof, Uhlenhorst.

## Geschichte

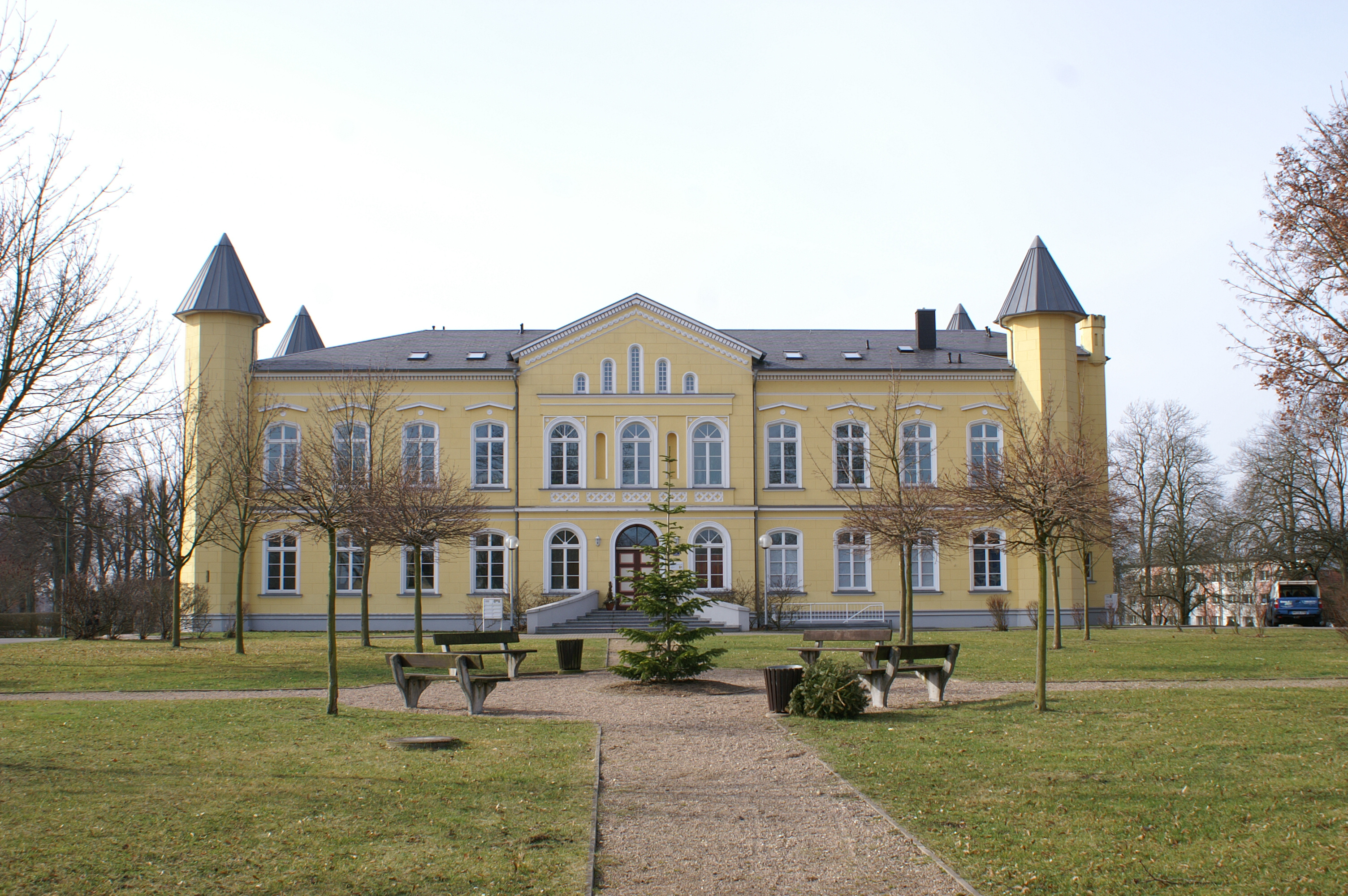
Gutshaus Leezen, 1850 erbaut

Leezen wurde 1325 erstmals erwähnt. Das mecklenburgische Gut Leezen war mehrere Jahrhunderte im Besitz der Familie von Halberstadt. Wie die gesamte umliegende Gegend wurde Leezen durch den Dreißigjährigen Krieg in Mitleidenschaft gezogen. Vor 1790 gelangte der Grundbesitz an die Familie von Laffert. Weitere Besitzer waren die Familien Dessin, Otto von Hahn, Franz von Bülow und von Dorne. Von den von Dorne erwarb die Familie Evers das zunächst gepachtete Gut. Carl Detlef Evers ließ 1850 das neugotische Gutshaus Leezen bauen und einen Landschaftspark einrichten. Nach dem Tod von Carl Detlef Evers verkauften dessen Erben 1860 das Gut mit Schloss an Ludwig Wilhelm Christian Diestel; dessen Grabkapelle befindet sich auf dem Kirchfriedhof Langen Brütz. Nach dem Zweiten Weltkrieg wurden die letzten Besitzer enteignet und das Gut Leezen in eine LPG umgewandelt.
Das Gebiet gehörte bis 1918 zum Großherzogtum Mecklenburg-Schwerin, danach zum Land Mecklenburg und dann von 1952 bis 1990 zum Bezirk Schwerin.
Rampe wurde 1171 erstmals urkundlich erwähnt. Das eingeschossige Gutshaus Rampe ist durch umbauten mehrfach überformt worden, war nach 1990 einige Jahre Hotel und ist heute (2016) ein diakonisches Heim für Behinderte.

## Bevölkerung
| Jahr | Einwohner |
| ---- | --------- |
| 1990 | 1350      |
| 1995 | 1798      |
| 2000 | 2178      |
| 2005 | 2211      |
| 2010 | 2183      |
| 2015 | 2203      |

| Jahr | Einwohner |
| ---- | --------- |
| 2020 | 2207      |
| 2021 | 2207      |
| 2022 | 2190      |
| 2023 | 2168      |

 Stand: 31. Dezember des jeweiligen Jahres

## Politik

### Gemeindevertretung
Die Gemeindevertretung von Leezen besteht aus 12 Mitgliedern. Die Kommunalwahl am 9. Juni 2024 führte bei einer Wahlbeteiligung von 74,9 % zu folgendem Ergebnis:
| Partei / Wählergruppe             | Stimmenanteil 2019 | Sitze 2019 |  | Stimmenanteil 2024 | Sitze 2024 |
| --------------------------------- | ------------------ | ---------- |  | ------------------ | ---------- |
| CDU                               | 39,0 %             | 5          |  | 33,3 %             | 4          |
| Dorfclub Leezen                   | 40,7 %             | 5          |  | 33,0 %             | 4          |
| Wählergemeinschaft Görslow-Leezen | –                  | –          |  | 17,9 %             | 2          |
| Einzelbewerber Steffen Arndt      | –                  | –          |  | 06,9 %             | 1          |
| Bündnis 90/Die Grünen             | –                  | –          |  | 04,8 %             | 1          |
| Einzelbewerber Steffen Dudda      | 05,2 %             | 1          |  | 04,1 %             | –          |
| Wählergemeinschaft Rampe          | 10,3 %             | 1          |  | –                  | –          |
| Einzelbewerber David Roob         | 04,8 %             | –          |  | –                  | –          |
| Insgesamt                         | 100 %              | 12         |  | 100 %              | 12         |

### Bürgermeister
- 2014–2020: Gerhard Förster
- seit 2020: Manuela Müller (CDU)

Bei der Bürgermeisterwahl am 26. Mai 2019 wurde Förster mit 68,2 % der gültigen Stimmen wiedergewählt. Er verstarb im Januar 2020.
Müller wurde am 7. Juni 2020 mit 76,2 Prozent der gültigen Stimmen zu seiner Nachfolgerin gewählt. Am 9. Juni 2024 wurde sie ohne Gegenkandidat mit 68,6 % der gültigen Stimmen in ihrem Amt bestätigt. Ihre Amtsdauer beträgt fünf Jahre.

### Wappen
| Wappen von Leezen | Blasonierung: „In Gold eine blaue Leiste; begleitet: oben von einem aus zwei Tragsteinen und einem Deckstein bestehenden roten Steingrab; unten von fünf (3:2) roten Pflugscharen.“ |
| Wappen von Leezen | Wappenbegründung: In dem Wappen soll die Leiste auf die Lage der Gemeinde am Schweriner See hindeuten. Das Steingrab repräsentiert die zahlreichen Großsteingräber rund um Leezen. Mit den Pflugscharen wird zum einen auf die Haupterwerbsquelle der Einwohner verwiesen, die Landwirtschaft, zum anderen von der Zahl her auf die Anzahl der Ortsteile. Das Wappen wurde von dem Wismarer Roland Bornschein gestaltet. Es wurde am 5. Februar 1999 durch das Ministerium des Innern genehmigt und unter der Nr. 181 der Wappenrolle des Landes Mecklenburg-Vorpommern registriert. |

### Flagge
Die Gemeinde verfügt über keine amtlich genehmigte Flagge.

### Dienstsiegel
Das Dienstsiegel zeigt das Gemeindewappen mit der Umschrift „• GEMEINDE LEEZEN • LANDKREIS LUDWIGSLUST-PARCHIM“.

## Sehenswürdigkeiten

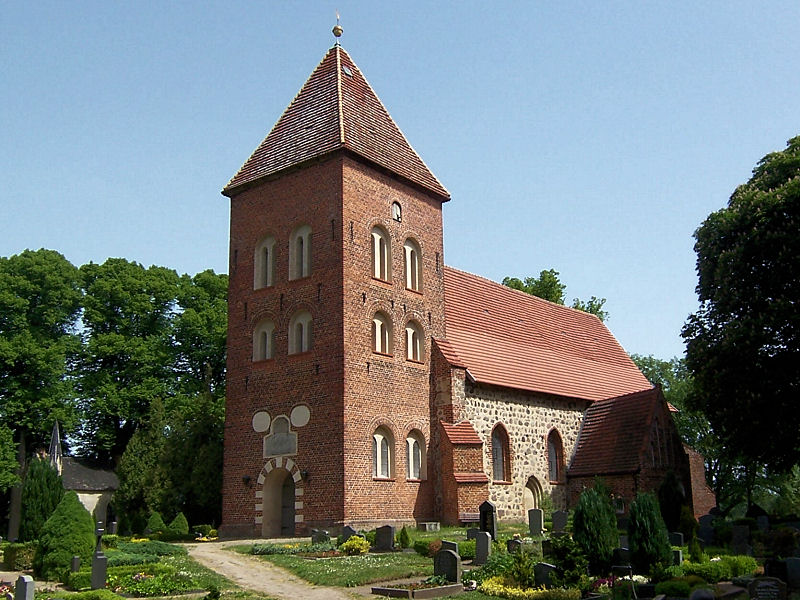
Dorfkirche Zittow

→ Siehe auch Liste der Baudenkmale in Leezen (Mecklenburg)
- Dorfkirche Zittow gebaut etwa 1230–1235
- Gutshaus Leezen aus dem Jahr 1850 von Carl Detlef Evers im neugotischen Stil
- spätklassizistische Dorfkirche Görslow mit Sternenhimmel in der Apsis
- Gedenktafel aus den 1960er Jahren am Haus Resthof 9 für den seit den 1920er Jahren hier wohnhaft gewesenen polnischen Landarbeiter Josef Molka, der wegen seiner Solidarität mit den polnischen Zwangsarbeitern während des Zweiten Weltkrieges 1945 in Bützow-Dreibergen ermordet wurde

## Infrastruktur

### Verkehr
Das Gemeindegebiet von Leezen liegt an der Bundesstraße 104 und wird durch die Trasse der Bundesautobahn 14 geteilt.

### Öffentliche Einrichtungen

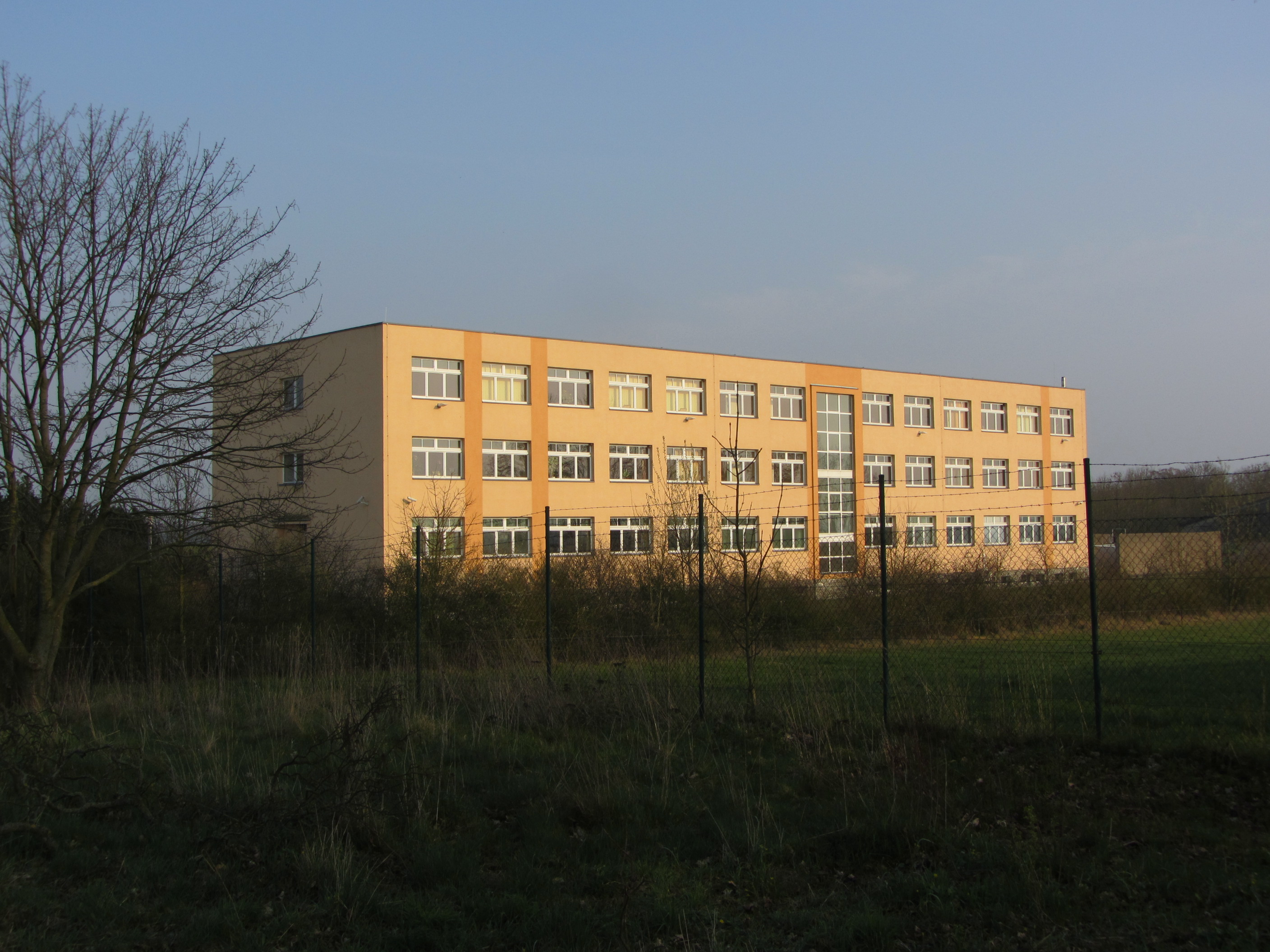
Außenstelle der Stasiunterlagen-Behörde in Görslow

Im Ortsteil Rampe befindet sich das Landeskriminalamt Mecklenburg-Vorpommern.
Die Außenstelle Schwerin des Bundesbeauftragten für die Unterlagen der Staatssicherheit der DDR befindet sich im Ortsteil Görslow. Das Gebäude war bis zur Wende eine Kaserne der Nationalen Volksarmee.

### Sportvereine
In Leezen sind u. a. folgende Sportvereine ansässig:
- SpVgg Cambs-Leezen „Traktor“ (von 2000) (Fußball)
- FSV Leezen (von 2009) (Fußball)
- HV Leezen (Handball)
- Leezener Sportverein 06

## Söhne und Töchter der Gemeinde
- Paul Papenbroock (1894–1945), Politiker (NSDAP)
- Hedwig Diestel (1901–1991), Pädagogin und Dichterin

### Gedruckte Quellen
- Mecklenburgisches Urkundenbuch (MUB)
- Mecklenburgische Jahrbücher (MJB)

### Ungedruckte Quellen
- Landeshauptarchiv Schwerin
  - LHAS 5.12-4/3 Ministerium für Landwirtschaft, Domänen und Forsten, Abt. Siedlungsamt Nr. 2372.
  - LHAS 9.1-1 Reichskammergericht (1495–1806) Nr. 696